# Sphinx-Observatoriet
Sphinx-Observatoriet er et observatorium, som befinder sig på Jungfraujoch, i Schweiz.

## Eksterne links
- Wikimedia Commons har flere filer relateret til Sphinx-Observatoriet
- High Altitude Research Stations Jungfraujoch and Gornergrat (HFSJG)

46°32′51″N 7°59′6″Ø / 46.54750°N 7.98500°Ø

| Astronomi | Spire Denne artikel om astronomi er en spire som bør udbygges. Du er velkommen til at hjælpe Wikipedia ved at udvide den. |